# Rivière des Escoumins
Pour les articles homonymes, voir Escoumins.

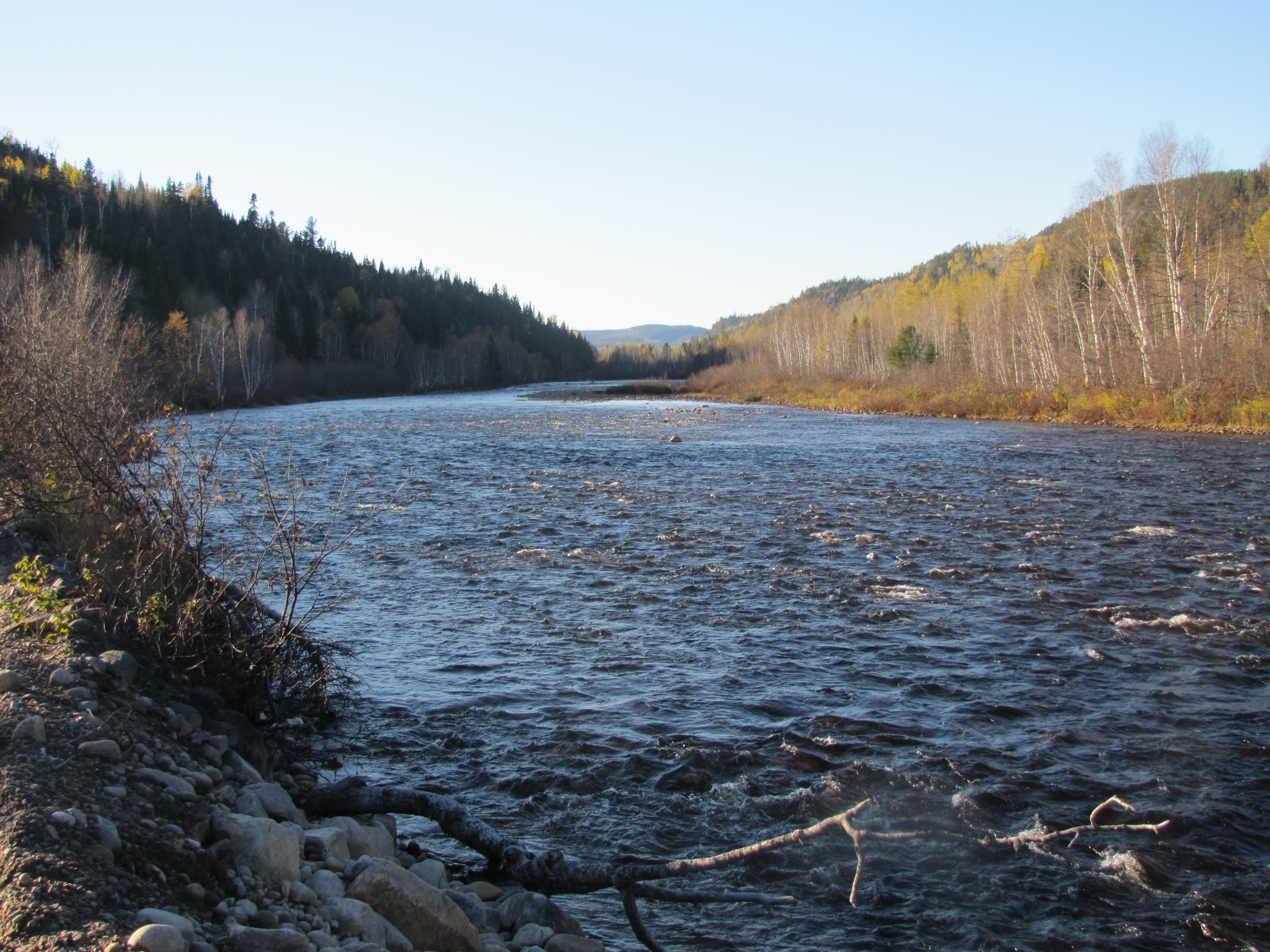
Rivière des Escoumins le long du chemin de la ZEC Nordique

La rivière des Escoumins est une rivière située sur la Côte-Nord au Québec, au Canada. Elle coule du nord-ouest au sud-est à partir du territoire non organisé du Lac-au-Brochet jusqu'aux Escoumins où elle se jette dans l'estuaire du Saint-Laurent.
La partie inférieure du bassin versant de la rivière des Escoumins est desservie notamment par la route 138 qui la traverse à son embouchure au village des Escoumins. À partir du village des Escoumins, une route forestière remonte la vallée de cette rivière, d'abord sur la rive gauche sur 3,0 km, puis sur la rive droite,,.
La foresterie s'avère la principale activité économique de ce bassin versant ; les activités récréotouristiques, en second, notamment la pêche au saumon et les activités touristiques au village des Escoumins.
La surface de la « rivière du Moulin à Baude » est habituellement gelée de la fin novembre au début avril, toutefois la circulation sécuritaire sur la glace se fait généralement de la mi-décembre à la fin mars.

## Toponymie
Le toponyme « Les Escoumins » est d'origine montagnaise, signifiant « jusqu'ici, il y a des graines. » Dans son journal du 20 août 1731, Louis Aubert de Lachesnaye a utilisé la graphie de « riviere a l'Escoumin ». Le toponyme « rivière des Escoumins » a été officialisé le 29 août 1972 à la Banque des noms de lieux de la Commission de toponymie du Québec.

## Géographie

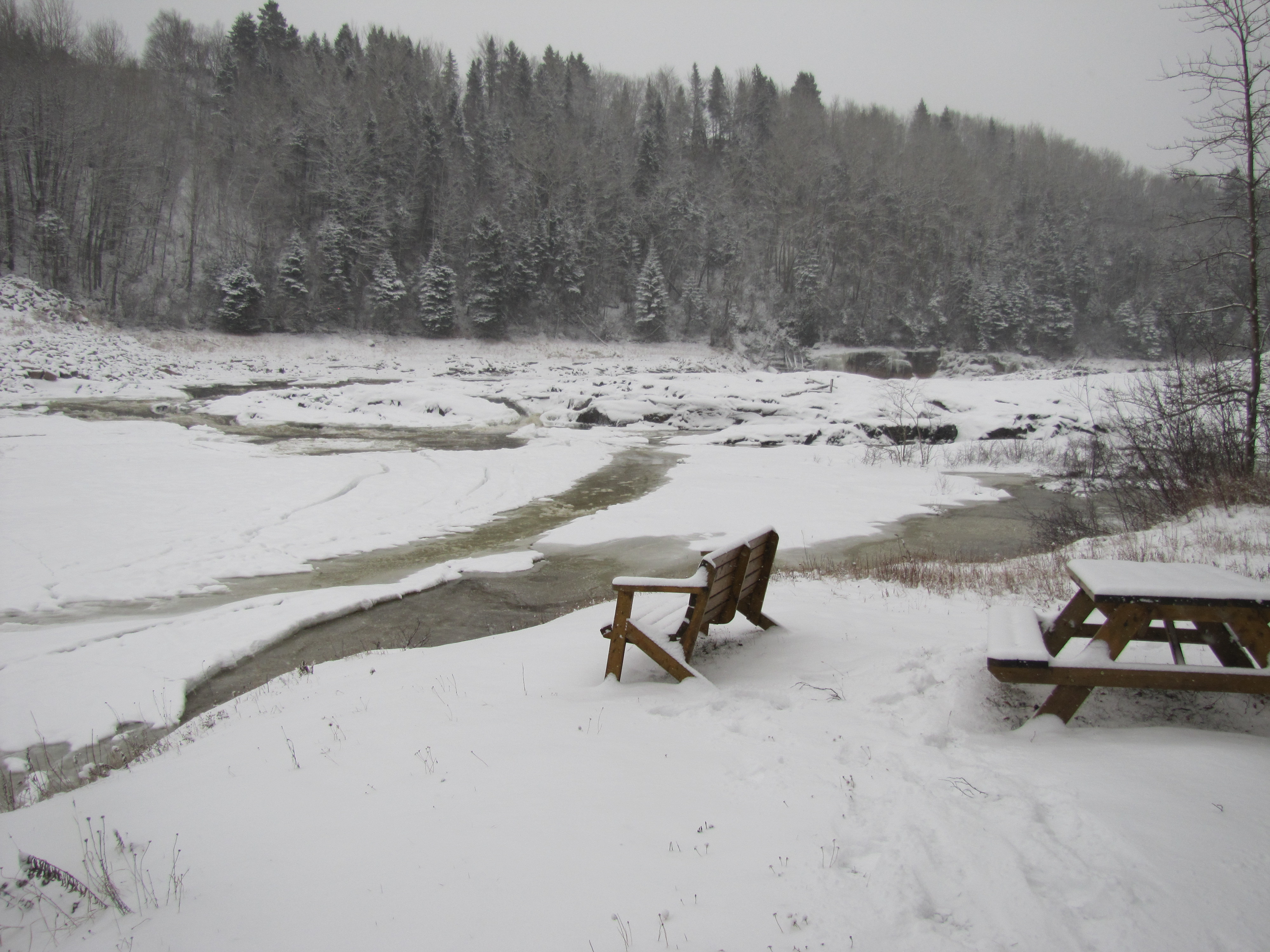
Abri de pique-nique dans un parc près de la rivière

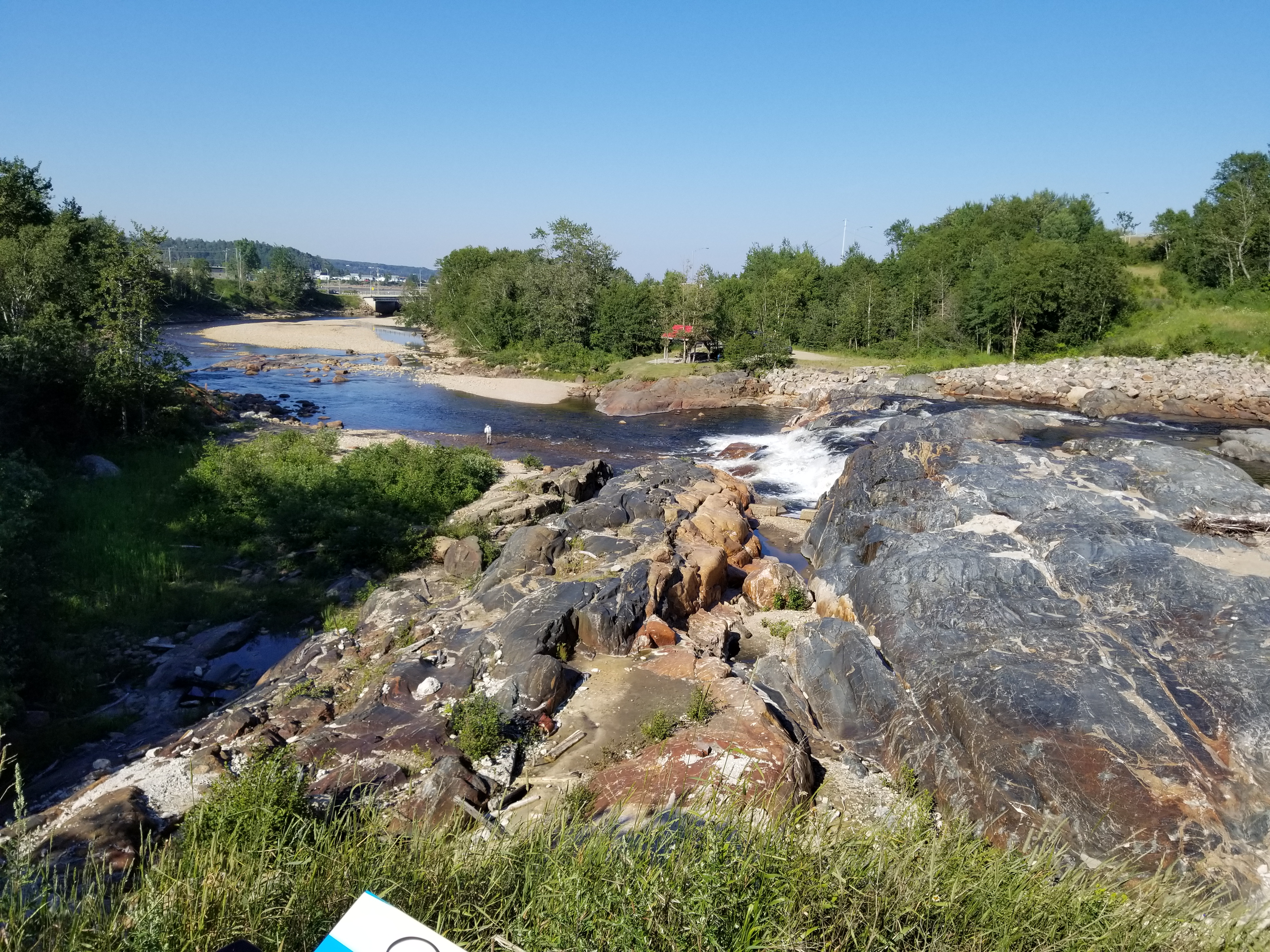
Chute de la rivière des Escoumins, au village des Escoumins.

La rivière des Escoumins a une longueur de 82,9 km et draine un bassin versant de 800 km2. Elle descend dans une vallée étroite et est entourée de montagnes. Elle constitue la limite orientale de la zec Nordique.
La rivière des Escoumins prend sa source au lac à l'Orignal (longueur : 2,3 km ; altitude : 580 m) dans le territoire non organisé de Lac-au-Brochet. Situé en zone forestière et montagneuse, ce lac comporte une zone de villégiature dans la partie sud près de son embouchure.
À partir du lac à l'Orignal, le cours de la rivière des Escoumins descend sur 82,9 km selon les segments suivants :
Cours supérieur de la rivière des Escoumins (segment de 39,8 km
- 9,0 km vers le sud-est dans le territoire non organisé de Lac-au-Brochet, notamment en coupant une route forestière et en traversant le lac des Cœurs (longueur : 7,0 km ; altitude : 491 m) (jadis désigné lac Larrey) sur sa pleine longueur jusqu'à son embouchure ;
- 7,9 km vers le sud-ouest en coupant une route forestière, puis vers le sud-est en traversant le lac Gorgotton (longueur : 5,6 km ; altitude : 483 m) jusqu'à son embouchure où un barrage est aménagé ;
- 6,7 km vers le sud-est jusqu'à la confluence de la rivière des Savanes (venant du sud) ;
- 0,8 km vers le nord-est jusqu'à la décharge du lac Boucher (venant du nord-ouest) ;
- 15,4 km vers le sud-est jusqu'à la confluence de la rivière Chatignies (venant de l'ouest) ;

Cours inférieur de la rivière des Escoumins (segment de 43,1 km
- 4,2 km vers l'est en recueillant la décharge (venant du sud) du lac Maclure, jusqu'à la décharge du lac du Pont Flottant et du lac Boulanger ;
- 7,7 km vers le sud jusqu'à la décharge du lac Fafard, puis vers l'est jusqu'au pont de la route forestière ;
- 3,7 km vers l'est jusqu'à la décharge (venant du nord) du lac des Petits Escoumins lequel comporte deux émissaires (l'autre étant la rivière des Petits Escoumins) ;
- 2,9 km vers le sud-est jusqu'à la décharge (venant du nord-est) d'un ensemble de lacs dont le lac Parent, le lac aux Perdrix et le lac du Corbeau. Note : Cette décharge correspond à la limite Ouest de la municipalité des Escoumins ;
- 1,1 km vers le sud-est jusqu'à la confluennce (venant du sud-ouest) de la rivière à Polette ;
- 8,2 km vers le sud-est jusqu'à la confluence (venant de l'ouest) de la rivière à Cassette ;
- 12,3 km vers le sud-est jusqu'à un pont routier ;
- 3,0 km vers le nord-est en formant un grand S près du village des Escoumins jusqu'à son embouchure, situé en aval du pont de la route 138[2].

L'embouchure de la rivière des Escoumins sur le fleuve Saint-Laurent est située dans le village des Escoumins à :
- 17,0 km au nord-est du centre du village des Bergeronnes ;
- 34,5 km au nord-est du centre du village de Tadoussac ;
- 12,0 km au sud du centre du village de Petits-Escoumins ;
- 50,4 km au sud du centre-ville de Forestville ;
- 62,4 km au sud-est de l'embouchure du lac à l'Orignal (lac de tête de la rivière des Escoumins).

À partir du pont de la route 138, le courant descend sur km sur le grès (à marée basse) en traversant la baie des Escoumins. Cette baie est caractérisée du :
- Côté nord : par la pointe de la Croix qui constitue une presqu'île s'étirant sur km vers le sud-est ;
- Côté sud : par la Pointe Rouge où est située le quai du traversier reliant Les Escoumins et Trois-Pistoles.

Une station mesurant le débit de la rivière est situé à 9 km de son embouchure. Il indique que le bassin versant à ce niveau est de 768 km2.

## Hydrographie
Le tronçon principal de la rivière s’écoule du nord-ouest vers le sud-est sur 84 km et sur une pente moyenne de 7,2 m/km (Bélisle et Goupil, 1999). Le débit annuel moyen est d’environ 14,8 m3/s et le débit moyen de crue interannuel est de 54,9 m3/s.

## Histoire
Les multiples ressources naturelles du secteur de la Haute-Côte-Nord ont depuis longtemps attiré les humains sur le territoire. Les premiers écrits sur le site de la baie des Escoumins furent rédigés par Samuel de Champlain lui-même en 1603, lors de son premier voyage en Amérique du Nord (Giguère, 1973). Il décrivait alors la piètre qualité du port que constituait la baie, asséchée par marée basse, et notait également la présence de Basques qui y pratiquaient le dégraissage des baleines ainsi que les autochtones faisant bonne pêche au saumon dans la rivière.
Les usages actuels dans le bassin versant se résume à l'exploitation forestière et minière. L'industrie récréotouristique bénéficie également de ce bassin versant. La chasse et la pêche y sont pratiqués et huit pourvoiries y exploitent les ressources fauniques.
En 2013, un barrage construit en 1846 tout près de l'estuaire a été démantelé, permettant ainsi à la rivière de retrouver son cours normal et favorisant la migration des saumons vers les fosses de reproduction. Ce démantèlement faisait partie du programme de réintroduction du saumon.[réf. nécessaire]

## Faune
La rivière des Escoumins est une rivière à saumon atlantique. En 2012, 300 saumons ont remonté la rivière.[réf. nécessaire] Un segment de la rivière des Escoumins est administré par la zec de la Rivière-des-Escoumins pour la pêche sportive au saumon atlantique.
Les espèces suivantes ont été capturées dans la rivière des Escoumins dans le cadre d’inventaires du saumon (Migneault 1978, Guay 1984) et d’acquisition de connaissances sur divers plans d’eau du bassin hydrographique (Service de l'aménagement et de l’exploitation de la faune de la région de la Côte-Nord) : saumon atlantique (Salmo salar), omble de fontaine (Salvelinus fontinalis), anguille d’Amérique (Anguilla rostrata), mulet à cornes (Semotilus atromaculatus), mené jaune (Notemigonus crysoleucas), meunier rouge, (Catostomus catostomus), lamproie marine (Petromyzon marinus), et épinoche à trois épines (Gasterosteus aculeatus).
Une grande diversité d'oiseaux fréquente la Baie de Escoumins et Zone Importante pour la Conservation des Oiseaux (ZICO) est situé sur la rive estuarienne du bassin versant soit celle de la Baie des Escoumins.